# 原耕

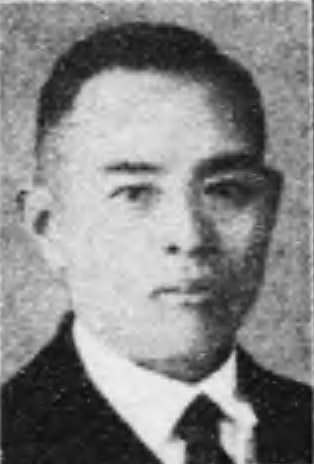
原耕

原 耕（はら こう、1876年（明治9年）2月7日 - 1933年（昭和8年）8月3日）は、日本の政治家、医師、漁業経営者。

## 略歴
1876(明治9)年11月に鹿児島県川辺郡西南方村大字泊（現南さつま市坊津町泊）で、原平之進、サトの二男として生まれた。生家は代々カツオ漁業を経営していた。
1902(明治35)年大阪高等医学校（現在の大阪大学医学部の前身）を卒業後、日本領事館付医官として2年間アメリカとカナダに滞在。帰国後に神戸市衛生課、船医勤務等を経て枕崎に医院を開業した。
医院開業のかたわら第16回・第18回衆議院議員総選挙に当選し、衆議院議員を2期務めた（立憲民政党、新党倶楽部、立憲政友会に所属）。
漁師を題材にした白黒無声映画「無限の宝庫」を作成、皇室に献上され皇族が鑑賞している。
大正15年9月に枕崎漁業無線局開局を建設（現在の鹿児島県無線漁業協同組合）。
1933(昭和8)年アンボンで漁業基地を建設中に悪性マラリアに冒され、死去。享年58。

## 原耕とカツオ漁業
カツオ漁業の経営を営んでいた生家で明治38年と39年に台風で父の船が連続して遭難して多くの死者を出した事故をきっかけに医師＆船主＆鰹漁師になり枕崎造船所を立ち上げ漁業の近代化を進める。
当時の漁船は小型の機帆船が主流で、風任せの漁船は台風の度に大規模な海難事故に遭遇していた。漁船の動力化と大型化と無線設備の標準化を推進するため、原は枕崎造船所の設立に参画した。
衆議院議員時代に漁船に搭載する無線機の補助金の法案を成立させ、漁船に無線機を装備することにより漁業の効率は劇的に高くなった。
漁船の動力化は海難事故の減少につながった一方、他県船との漁場の競合と不況の煽りで大正末期には枕崎等のカツオ漁業は倒産が相次ぎ、経営が困難になりつつあった。このような状況を打開するため、大正14年に枕崎造船所で自身が発案した排水量91トン機関出力150馬力を誇る新型漁船二隻を建造、一番船は自らが船長を務め妻の名前の千代子から「千代丸」二番船は盟友川崎竜吉を船長に八阪丸と命名され鵬程一万里の航海を成し遂げ、一航海一万円と新聞に載ったほどの漁獲高を上げ、次々と新しい漁場を発見していった。
原の漁場調査により、枕崎はカツオ遠洋漁業の基地として飛躍的な発展を遂げることとなった。
この功績から太平洋を耕した男「海耕王」の異名を取った。
鰹の季節外には鮪漁を行うことにより通年を通した安定した漁獲高を得ることに成功した。
アメリカのカルフォルニア領事館勤務時代にアルバート・P・ハーフヒルが発明したChicken of the Seaを見つけ日本で清水港の財閥の長だった鈴木与平と協力してマグロを対米輸出商品としてのシーチキンの缶詰に加工する事業を立ち上げ清水港はシーチキンの生産拠点となった。
現在も日本の代表的な鰹鮪漁港といえば三崎・焼津・清水の3港があり焼津の発展は原耕の功績による部分が大きく現在も枕崎市に銅像と記念碑が建っている。
現在も日本の漁船にカツオ・マグロ漁船という分類が存在して100トン未満が2級船で100トン以上が1級船に分類されているのは千代丸の影響による。

## 親族
- 弟 原捨思（漁業家、衆議院議員）[3]